# Wahlen zum Senat der Vereinigten Staaten 1886 und 1887
Die Wahlen zum Senat der Vereinigten Staaten 1886 und 1887 zum 50. Kongress der Vereinigten Staaten fanden zu verschiedenen Zeitpunkten statt. Es waren die Halbzeitwahlen (engl. midterm election) in der Mitte von Grover Clevelands erster Amtszeit. Vor der Verabschiedung des 17. Zusatzartikels wurden die Senatoren nicht direkt gewählt, sondern von den Parlamenten der Bundesstaaten bestimmt.
Zur Wahl standen 25 Senatssitze der Klasse I, deren Inhaber 1880 und 1881 für eine Amtszeit von sechs Jahren gewählt worden oder später nachgerückt waren. Zusätzlich fanden Nachwahlen für einen dieser Sitze sowie jeweils einen der anderen beiden Klassen statt, wobei die Republikaner einen Sitz von den Demokraten gewinnen konnten.
Von den 25 regulär zur Wahl stehenden Sitzen waren neun von Demokraten, 15 von Republikanern und einer von einem Vertreter der Readjuster Party besetzt. Elf Amtsinhaber wurden wiedergewählt (4 D, 7 R), zwei weitere Sitze konnten die Demokraten halten, fünf die Republikaner. Die Republikaner gewannen einen Sitz der Demokraten, diese gewannen drei Sitze der Republikaner sowie den Sitz der Readjuster. Die Demokraten verloren zeitweise zwei Sitze, weil die Parlamente in Florida und West Virginia verspätet wählten. Damit verkleinerte sich die absolute Mehrheit der Republikaner, die am Ende des 49. Kongresses bei 40 gegen 34 Demokraten und zwei Readjuster gelegen hatte, auf 38 Republikaner gegen 37 Demokraten und einen Readjuster.
Zu Veränderungen nach der Wahl siehe auch Liste der Mitglieder des Senats im 50. Kongress der Vereinigten Staaten.

## Ergebnisse

### Wahlen während des 49. Kongresses
Die Gewinner dieser Wahlen wurden vor dem 4. März 1887 in den Senat aufgenommen, also während des 49. Kongresses.
| Staat       | Amtierender Senator         | Partei       | Nachwahl   | Datum         | Ergebnis                   | Neuer Senator      |
| ----------- | --------------------------- | ------------ | ---------- | ------------- | -------------------------- | ------------------ |
| Illinois    | John A. Logan               | Republikaner | Klasse III | 19. Jan. 1887 | von Republikanern gehalten | Charles B. Farwell |
| Kalifornien | George Hearst, ernannt      | Demokrat     | Klasse I   | 4. Aug. 1886  | Zugewinn Republikaner      | Abram P. Williams  |
| Mississippi | Edward C. Walthall, ernannt | Demokrat     | Klasse II  | 20. Jan. 1886 | bestätigt                  | Edward C. Walthall |

- ernannt: Senator wurde vom Gouverneur als Ersatz für einen ausgeschiedenen Senator ernannt, Nachwahl nötig.
- bestätigt: ein als Ersatz für einen ausgeschiedenen Senator ernannter Amtsinhaber wurde bestätigt.

### Wahlen zum 50. Kongress
Die Gewinner dieser Wahlen wurden am 4. März 1887 in den Senat aufgenommen, also bei Zusammentritt des 50. Kongresses. Alle Sitze dieser Senatoren gehören zur Klasse I.
| Staat         | Amtierender Senator               | Partei       | Datum         | Ergebnis                   | Neuer Senator          |
| ------------- | --------------------------------- | ------------ | ------------- | -------------------------- | ---------------------- |
| Connecticut   | Joseph R. Hawley                  | Republikaner | 1887          | wiedergewählt              | Joseph R. Hawley       |
| Delaware      | George Gray                       | Demokrat     | 1887          | wiedergewählt              | George Gray            |
| Florida       | Charles W. Jones                  | Demokrat     | keine Wahl    | Verlust Demokraten         | vakant                 |
| Indiana       | Benjamin Harrison                 | Republikaner | 1887          | Zugewinn Demokraten        | David Turpie           |
| Kalifornien   | Abram P. Williams                 | Republikaner | 1887          | Zugewinn Demokraten        | George Hearst          |
| Maine         | Eugene Hale                       | Republikaner | 1887          | wiedergewählt              | Eugene Hale            |
| Maryland      | Arthur P. Gorman                  | Demokrat     | 1886          | wiedergewählt              | Arthur P. Gorman       |
| Massachusetts | Henry L. Dawes                    | Republikaner | 1887          | wiedergewählt              | Henry L. Dawes         |
| Michigan      | Omar D. Conger                    | Republikaner | 1887          | von Republikanern gehalten | Francis B. Stockbridge |
| Minnesota     | Samuel J. R. McMillan             | Republikaner | 1886          | von Republikanern gehalten | Cushman K. Davis       |
| Mississippi   | James Z. George                   | Demokrat     | 1886          | wiedergewählt              | James Z. George        |
| Missouri      | Francis Cockrell                  | Demokrat     | 1887          | wiedergewählt              | Francis Cockrell       |
| Nebraska      | Charles Van Wyck                  | Republikaner | 1886          | von Republikanern gehalten | Algernon S. Paddock    |
| Nevada        | James Graham Fair                 | Demokrat     | 1887          | Zugewinn Republikaner      | William M. Stewart     |
| New Jersey    | William Joyce Sewell              | Republikaner | 1886          | Zugewinn Demokraten        | Rufus Blodgett         |
| New York      | Warner Miller                     | Republikaner | 20. Jan. 1887 | von Republikanern gehalten | Frank Hiscock          |
| Ohio          | John Sherman                      | Republikaner | 1886          | wiedergewählt              | John Sherman           |
| Pennsylvania  | John I. Mitchell                  | Republikaner | 18. Jan. 1887 | von Republikanern gehalten | Matthew Quay           |
| Rhode Island  | Nelson W. Aldrich                 | Republikaner | 1886          | wiedergewählt              | Nelson W. Aldrich      |
| Tennessee     | Washington C. Whitthorne, ernannt | Demokrat     | 1887          | von Demokraten gehalten    | William B. Bate        |
| Texas         | Samuel B. Maxey                   | Demokrat     | 1887          | von Demokraten gehalten    | John H. Reagan         |
| Vermont       | George F. Edmunds                 | Republikaner | 1886          | wiedergewählt              | George F. Edmunds      |
| Virginia      | William Mahone                    | Readjuster   | 1887          | Zugewinn Demokraten        | John W. Daniel         |
| West Virginia | Johnson N. Camden                 | Demokrat     | keine Wahl    | Verlust Demokraten         | vakant                 |
| Wisconsin     | Philetus Sawyer                   | Republikaner | 1887          | wiedergewählt              | Philetus Sawyer        |

- wiedergewählt: ein gewählter Amtsinhaber wurde wiedergewählt.

### Wahlen während des 50. Kongresses
Die Gewinner dieser Wahlen wurden nach dem 4. März 1887 in den Senat aufgenommen, also während des 50. Kongresses. Die Wahl in Virginia erfolgte vorzeitig für den 51. Kongress, Riddleberger blieb bis zum 3. März 1889 im Amt.
| Staat         | Amtierender Senator       | Partei       | Nachwahl  | Datum         | Ergebnis                   | Neuer Senator       |
| ------------- | ------------------------- | ------------ | --------- | ------------- | -------------------------- | ------------------- |
| Florida       | vakant                    | vakant       | Klasse I  | 19. Mai 1887  | Zugewinn Demokraten        | Samuel Pasco        |
| New Hampshire | Person C. Cheney, ernannt | Republikaner | Klasse II | 14. Juni 1887 | von Republikanern gehalten | William E. Chandler |
| Virginia      | Harrison H. Riddleberger  | Readjuster   | Klasse II | 20. Dez. 1887 | Zugewinn Demokraten        | John S. Barbour     |
| West Virginia | vakant                    | vakant       | Klasse I  | 5. Mai 1887   | Zugewinn Demokraten        | Charles J. Faulkner |

- ernannt: Senator wurde vom Gouverneur als Ersatz für einen ausgeschiedenen Senator ernannt, Nachwahl nötig.

## Einzelstaaten
In allen Staaten wurden die Senatoren durch die Parlamente gewählt, wie durch die Verfassung der Vereinigten Staaten vor der Verabschiedung des 17. Zusatzartikels vorgesehen. Das Wahlverfahren bestimmten die Staaten selbst, es war daher von Staat zu Staat unterschiedlich. Teilweise ergibt sich aus den Quellen nur, wer gewählt wurde, aber nicht wie.
Das Third Party System der Parteien in den Vereinigten Staaten bestand aus der Demokratischen Partei, die hauptsächlich in den Südstaaten stark war, sowie der gemäßigt abolitionistischen, im Norden verankerten Republikanischen Partei. In Virginia war einige Jahre lang die Readjuster Party dominierend.